# Hofkirchen
Hofkirchen è un comune tedesco di 3 608 abitanti, situato nel land della Baviera.